# مرد مرده
مَرد مُرده (به انگلیسی: Dead Man) فیلمی در گونهٔ وسترن و جنایی، محصول سال ۱۹۹۵ به نویسندگی و کارگردانی جیم جارموش است. مرد مرده همانند بسیاری از کارهای جیم جارموش وجهه فیلمی کالت را بدست آورده‌است.

## بازیگران
- جانی دپ (ویلیام بِلیک - هم‌نام با شاعر مشهور انگلیسی ویلیام بلیک)
- گری فارمر (هیچ‌کس)
- کریسپین گلاور (مسئول قطار)
- رابرت میچام (دیکینسون)
- جان هارت (جان شلفیلد)
- ایگی پاپ (سالی)

## داستان
ویلیام بلیک پس از مرگ پدر و مادرش و جداشدن از معشوقه‌اش، از کلیولند به شهر «ماشین» در آریزونا می‌آید تا کاری بیابد. شهری که همه چیزش غریب است و …

## جوایز
- نامزد نخل طلای کارگردانی برای جیم جارموش